# Дерек Кар
Дарек Далас Кар ( 28. март 1991) професионални је играч америчког фудбала. Игра на позицији квотербека у екипи Лас Вегас Рејдерси (Национална Фудбалска Лига). Рајдерси су га изабрали на драфту у другој рунди НФЛ Драфта 2014. године. На факултету је играо фудбал за Фрезно. Његов старији брат је бивши НФЛ квотербек и садашњи аналитчар Давид Кар.

## Детињство
Кар је рођен у граду Фрезно, у Калифорнији, као најмлађи од троје деце Роџера и Шерил Кар. Живео је са својом породицом у Бејкерсфилду пре него што су се преселили у Шугар Ланд, у Тексасу, 2002. године након што је нјегов најстарији брат, Давид Кар, изабран на драфту тима Хјустон Тексанса. Кар и његова породица преселили су се назад у Бејкерсфилд због његове матурске године, коју је завршио у Бејкерсфилдовој Хришћанској Средњој Школи.
Карова средњошколска фудбалска каријера почела је у Клементс средњој школи  у Шугар Ланду, у Тексасу. Након што је играо за бруцошки тим у свом првом разреду, постао је резервни квотербек у првом тиму, у другом разреду средње школе. Није тренирао да постане први квотербек, али повреда првог квотербека пре почетка сезоне га је приморала на ту позицију.
Кар је постепено напредовао као стартер за Клеметс Хајскул Реинџере. Док је био јуниор, Кар је водио свој тим кроз непоражену (13 - 0) сезону (уклјучујући и плеј-оф утакмице) све до пораза у четврт-финалу 5А Класе 2. Девизије Стејт плеј-офова Региона 3 2007. године од (такође непоражених) Кети Хајскул Тајгерса, потенцијалних шампиона. Такође за време своје јуниорске године, Кар је већ био тражен играч. Избори за колеџ су му уклјучивали: Фрезно Стејт, СМУ, Боизи Стејт, Универзитет Јужне Калифорније, УЦЛА, и Утах. Од свих ових школа, само Фрезно Стејт, СМУ и Утах понудили су му стипендију. На крају, вербално се обавезао за Фрезно Стејт 25. маја 2008, на крају своје јуниорске године. Кар је затим био први регрут програма 2009. године.
Године 2008. атлетски директор Хришћанске школе у Бејкерсфилду и бивши НФЛ играч Даг Барнет потврдио је да се Кар пребацио у БХШ, упркос гласинама да је требало да се пребаци у Стокдејл Средњу Школу или Бејкерсфилдску Средњу Школу, које обе имају историју добрих фудбалских програма.
Као матурант, Кар је предводио Иглсе и довео их до рекорда 12 - 1 и до Шампионата централног одељења В девизије Калифорније; једини пораз доживели су као домаћини против Оакс Хришћанске средње школе, једне од најбољих екипа националног фудбала, за време отварања сезоне. 29. октобра 2008. изабран је за Националног Фудбалера Недеље након што је прешао 441 јард и постигао три тачдауна на утакмици против Техацхапи средње школе, пет дана раније. Кар је потенцијално могао да обори рекорд Централног Дела тиме сто је пребацио 544 јарда у победи против Арвин средње школе 7. новембра 2008. Бејкерсфилд Калифорнијани  су га 2008. године прогласили за Фудбалера Године. Кар је такође поставио нови школски рекорд када је постигао шест тачдаунова и трчао за још два у победи против мале школе Фоулер Хај. Након што му се средњошколска каријера завршила, Кара је Приватна Национална Школска Атлетска Асоцијација  проглацила за Националног Фудбалера Године 2009.

## Приватан Живот
Кар је оженио Хедер Нил 29. јуна 2012. године. Имају 3 сина. Његов најстарији син рођен је са здравственим проблемом, који му је везивао црева и захтевао три операције како би се решио.
Кар је Хришћанин и каже да је вера најважнија ствар у његовом животу. Има тетоваже на ручним зглобовима, на левом стихове из Књиге о Јову, а на десном слику Христовог монограма.
Каров брат, Давид, је  био  изабран на драфту тима Хјустон Тексанса 2002. године НФЛ Драфта. Давид је играо у НФЛ-у од 2002. до 2012. за многе тимове. Каров ујак, Лон Бојет, играо је уску крајњу позицију за Рајдерсе у сезони 1978.